# Hotel Sorrento
Hotel Sorrento è un film del 1995 diretto da Richard Franklin tratto dall'opera teatrale omonima di Hannie Rayson.
Meg, Pippa e Hillary sono tre sorelle che dopo dieci anni si ritrovano nella città natale di Sorrento, Australia. Meg ha vissuto in Inghilterra dove ha scritto un romanzo di grande successo intitolato Melancholy. Il libro provoca grande scalpore nella loro città: sembra che gli eventi narrati nel romanzo non siano solo finzione, come da lei sostenuto, ma fatti realmente accaduti.

## Produzione
Richard Franklin ha lavorato per vari anni negli Stati Uniti, nonostante viva in Australia dal 1985. La sua carriera a Hollywood era in una fase piuttosto insoddisfacente, così decise di produrre un film per il "mercato delle case d'arte". Contattò suo cognato, Peter Fitzgerald, che aveva scritto numerosi libri sul teatro australiano e gli chiese di consigliargli un'opera teatrale australiana che sarebbe potuta diventare un buon film. Fitzgerald gli propose Hotel Sorrento e Franklin lo usò come fonte di ispirazione, sebbene non avesse mai assistito ad una rappresentazione teatrale dell'opera.

## Accoglienza

### Critica
Secondo il New York Times, "Il film è intriso di un'atmosfera familiare e provinciale che è allo stesso tempo confortante e opprimente. Enfatizza il dibattito sul compiacimento e sul materialismo della società italiana, e sulla sua indifferenza verso gli artisti." Cinephilia ha dichiarato: "L'opera di Hannie Rayson, con la sua familiare tipologia di personaggi e i dialoghi di Chekovian, ha senza dubbio fornito un piacevole intrattenimento nel suo adattamento originale curato da Franklin insieme a Peter Fitzpatrick, e ha portato sul grande schermo questa storia di riunione familiare, che sembra un materiale da Soap Opera gonfiato a dismisura (la frase di Meg "Sto cercando Dick" è pura Numero 96 , anche se involontariamente)."

### Riconoscimenti
| Anno | Premio                            | Categoria                                       | Ricevente         | Risultato       |
| ---- | --------------------------------- | ----------------------------------------------- | ----------------- | --------------- |
| 1995 | APRA Music Award                  | Miglior colonna sonora                          | Nerida Tyson-Chew | Candidato/a     |
| 1995 | AFI Awards                        | Miglior film                                    | Richard Franklin  | Candidato/a     |
| 1995 | AFI Awards                        | Miglior regista                                 | Richard Franklin  | Candidato/a     |
| 1995 | AFI Awards                        | Miglior sceneggiatura non originale             | Richard Franklin  | Vincitore/trice |
| 1995 | AFI Awards                        | Miglior sceneggiatura non originale             | Peter Fitzpatrick | Vincitore/trice |
| 1995 | AFI Awards                        | Miglior attrice                                 | Caroline Goodall  | Candidato/a     |
| 1995 | AFI Awards                        | Miglior attrice                                 | Caroline Gillmer  | Candidato/a     |
| 1995 | AFI Awards                        | Miglior attore non protagonista                 | Ray Barrett       | Vincitore/trice |
| 1995 | AFI Awards                        | Miglior attore non protagonista                 | Ben Thomas        | Candidato/a     |
| 1995 | AFI Awards                        | Miglior montaggio                               | David Pulbrook    | Candidato/a     |
| 1995 | AFI Awards                        | Miglior colonna sonora                          | Nerida Tyson-Chew | Candidato/a     |
| 1995 | AFI Awards                        | Miglior sonoro                                  | James Harvey      | Candidato/a     |
| 1995 | AFI Awards                        | Miglior sonoro                                  | Glenn Newnham     | Candidato/a     |
| 1995 | AFI Awards                        | Miglior sonoro                                  | Roger Savage      | Candidato/a     |
| 1995 | AFI Awards                        | Miglior sonoro                                  | Gareth Vanderhope | Candidato/a     |
| 1995 | Australian Screen Music Award     | Migliore musica originale per un lungometraggio | Nerida Tyson-Chew | Vincitore/trice |
| 1995 | FCCA Award                        | Best Music Score                                | Nerida Tyson-Chew | Vincitore/trice |
| 1995 | Tokyo International Film Festival | Tokyo Grand Prix                                | Richard Franklin  | Candidato/a     |

### Incassi
Hotel Sorrento ha incassato 1.215.478 dollari al botteghino in Australia e 91.170 dollari in Canada e negli Stati Uniti

## Home media
Hotel Sorrento è stato rilasciato in DVD dalla Umbrella Entertainment nel settembre 2012. Il DVD è compatibile con tutti i codici regionali e include caratteristiche speciali come il trailer, il commento audio con Richard Franklin ed una featurette intitolata Inside Hotel Sorrento.